# 秘書のカガミ
『秘書のカガミ』（ひしょのカガミ）は、堀戸けいによる日本の漫画、およびそれを原作とするテレビドラマ。漫画は、『週刊漫画ゴラク』（日本文芸社）にて不定期連載していた。全4巻で完結している。

## 概要
「水戸黄門」タイプの勧善懲悪ドラマの構成を軸に、天真爛漫な女性主人公の勘違いと活躍、周囲の登場人物のお色気シーンを絡めた「ストレス発散型」娯楽作品。特にTVドラマ版ではそれらの特徴が顕著に出ている。原作コミックの単行本第1巻の発売前にドラマの放映がスタートした。

## テレビドラマ
テレビ東京系のドラマ24枠で2008年4月12日より同年6月28日まで放送された（東京基準。なお、0時過ぎのドラマなので、テレビ局等の表記では前日扱いで4月11日〜6月27日となっている）。

### キャスト

#### レギュラー
加賀見優
演 - 安めぐみ
運命の男性を探し求め様々な企業を渡り歩くスーパー派遣秘書。誕生日は5月15日。弁護士以上の法律知識とありとあらゆる資格を取得している他、空手などの護身術も身に着けている。しかし、極度の恋愛オンチの為に恋はなかなか上手くいかず、辛い物を食べて失恋のストレスを発散することも…。「秘書のカガミは女の鑑(カガミ)!私の運命には触れさせない!」の決めゼリフ（後半は若干異なる場合もある）で悪い企業家などから「運命の人」を守る。
鮫島哲也
演 - 鈴木亮平
普段はマッシュルームカットで気弱な特派課長だが、その正体は内閣調査室所属の敏腕イケメンエリート国家公務員である。総理大臣の命を受け、日本経済に悪影響を及ぼす企業をあぶり出して密かに改善させるという特殊任務を任されている。ちなみに加賀見は彼の正体を知らない。狙った女性と性交をする代わりに、その女性から情報収集している。
熊田大吉
演 - 梶原善
ケンハー秘書派遣社長。大手企業から脱サラしてケンハー秘書派遣を設立するが、経営能力が乏しいためにすぐに倒産寸前に追い込まれてしまう。鮫島の資金提供で生計を立てている為、彼の特殊任務に協力せざるを得なくなってしまう。アイコラ作りが得意。

#### ゲスト
○は加賀見が運命の人と選んだ人物、×は加賀見に退治された人物、*は鮫島に狙われた女性
第1話
- 池目良男(スターモーター開発部主任)：天野浩成○
- 菊川いずみ(黒田社長の秘書)：小林恵美×
- マリアン・マングローブ(サイクロンモーター社専務秘書)：マリアンナ*
- 黒田亀太郎（スター電工社長）：阿南健治×
- 白川正吉（スターモーター社長）：篠塚勝
- 三島誠一郎（関東銀行頭取）：野村信次
- ：佐野賢一
- ：南好洋

第2話
- 相馬亨(イケメン資産家)：昇次郎○
- 香山薫（KAORU社長）：梅垣義明
- リリカ(ホステス)：寧々*
- 韮川善男（家宝堂社員）：青山勝×
- 霧崎心太郎（投資会社社員）：小山弘訓×
- 秘書面接の若い女：杉原杏璃
- ：徳永淳

第3話
- 真田信(マックス進学塾熱血教師)：伊藤高史○
- 高部留美(特進Sクラス担当講師)：稲田奈緒×
- 吉沢英彦(副塾長)：中根徹×
- 柏木剛健(塾長)：阿部六郎
- まゆタン：若木萌
- マリエ(街の女)：舞雪*
- 竹中渡（特進Sクラス生徒）：浅野順平

第4話
- 小池銀平(フェニックス不動産取締役総務部長)：佐藤晴彦○
- 紅冴子(社長秘書)：大竹一重×
- 青山葉子(秘書)：川村亜紀*
- 内山光太郎（専務取締役）：剛たつひと
- 目黒徹（帝都銀行営業部長）：河野洋一郎×
- 林田完次（取締役経理部長）：樋渡真司
- 日下文一朗（社長）：田中護×
- 紺野みどり(秘書)：後藤祐里

第5話
- 東輝生(ニシール開発部社員)：坂東工○
- 南原千代(社長)：星ようこ×
- 田中克也(顧問弁護士)：深江卓次×
- 北山聡（常務）：田上ひろし
- 白鳥龍之介(白鳥物産会長)：花王おさむ
- 阪崎英理子(防衛省エリートキャリアの女)：堀口奈津美*
- 下着モデルの女：Rico
- ：高橋俊市

第6話
- 中沢剛志(関東テレビ・報道記者)：桐島優介○
- 高木茂(専務)：永田耕一
- 大泉礼子(アナウンサー)：古川りか
- 山本めぐみ（レンタル会社の女社長）：南つかさ*
- 繁田美貴(お天気お姉さん、本人役)：繁田美貴（テレビ東京アナウンサー）
- 桃山透（経済学者）：日向勉×
- リース業者の男：田口南×
- AD：鈴木亮平
- 警備員：天田ヒロミ

第7話
- 神田知樹(星和光学管理営業部)：八代真吾○
- 神田英樹（開発技術部）：堤匡孝
- 松崎宗男(星和光学社長)：積圭祐×
- 西園寺美奈(星和光学受付嬢)：木村和可*
- 斉藤かよ：星野晶子
- ヘルパー(施設)：遠山奈都子

第8話
- 都筑昭二(イーテクニカプログラマー)：原将明○
- 川浪貞子（社長）：大沢逸美×
- 川浪安男(貞子の夫・専務)：オクイシュージ
- 吉野大吾(産業医)：舩木壱輝×
- 山下博子(看護婦)：キヨミジュン*
- イーテクニカ社員：伊藤仁

第9話
- 鵜野京一(書生)：松尾政寿○
- 立花忍(小説家)：山下裕子
- 葉山祥子(忍担当の編集者)：矢部美穂×
- 遠藤リサ(サイト運営の女)：夏川亜咲*

第10話
- 星野理(デイリープロ・マネージャー)：渋江譲二○→×
- 如月光輝(社長)：深沢敦○
- 日向アリサ(グラビアアイドル)：安藤成子
- 水沼正（ビポウ化粧品広告部長）：長棟嘉道
- 雲井美麗(スナックママ・元女優)：星野あかり*
- 金城（オタクの男）：青木一

第11話
- 伊吹浩介(伊吹エンタープライズ社長)：岡本光太郎○
- 紅冴子(レーブルナンバー1ホステス)：大竹一重
- 桑田貢(レーブルホール・スタッフ)：長江健次×
- 岡田篤志(エムオー製薬開発部長)：杉崎真宏
- 浜野大作(厚労省医療食品局次長)：山崎大輔
- 国吉鏡子(麻雀師・元レープルのママ)：西野翔*
- 高山豪(取り立て屋)：吉川拳生×

最終話
- 富樫公久(M&Hグループ代表)：波岡一喜○→×
- みい(メイド喫茶の女の子)：松井絵里奈
- マコ(メイド喫茶の女の子)：東野愛鈴*
- 富樫の取材の女性記者：実由
- オタク系のメイド喫茶の客：宮成竜二
- メイド喫茶の女の子たち：吉川麻衣子、香島アヤ、三井保奈美、島野亜希子、未来、水瀬葵、石井ひな

### スタッフ
- 原作 - 堀戸けい
- 脚本 - 山崎淳也、村上直美、岩村匡子
- 演出 - 伊藤寿浩、谷川功、石川北二
- プロデューサー - 岡部紳二・浅野太（テレビ東京）、森川真行・石塚清和（FINE）
- 音楽 - EDISON
- 音楽協力 - テレビ東京ミュージック
- オープニングナレーション - 斧アツシ
- アクション指導 - 剣武会（大道寺俊典、伊藤仁、田浦リオ）
- 協力 - バスク、フジアール
- 制作 - テレビ東京、ファインエンターテイメント
- 製作 - 『秘書のカガミ』製作委員会

### 主題歌
「Heaven Knows」
LUV AND RESPONSEによるオープニングテーマ。
「あかりのありか」
RYTHEMによるエンディングテーマ。

### サブタイトル
画面上も「」の表記あり。
- ヒショヒショばなし①「秘書の加賀見は女のカガミ」
- ヒショヒショばなし②「秘書と♂と魅惑の香り」
- ヒショヒショばなし③「受験＋妄想＝女教師？」
- ヒショヒショばなし④「最強の敵!! 美人秘書軍団登場｣
- ヒショヒショばなし⑤「戦闘機とブラジャーと占い師」
- ヒショヒショばなし⑥「生放送！女子アナvs秘書のカガミ」
- ヒショヒショばなし⑦「メガネ萌え♀とダイヤ萌え♀」
- ヒショヒショばなし⑧「母性本能!? 年下♂救出大作戦！」
- ヒショヒショばなし⑨「レトロ書生vs謎のケータイ小説」
- ヒショヒショばなし⑩「ポロリ▽…神業アイコラ師を追え！」（▽は実際にはハートマーク）
- ヒショヒショばなし⑪「最強の敵・紅 冴子リターンズ」
- 最後のヒショヒショばなし「メイドの加賀見は女のカガミ！」